# Nihat Erim
Ismail Nihat Erim (1912 – 19 iulie 1980) a fost un politician turc și jurist. A ocupat funcția de prim ministru al Republicii Turcia pentru 14 luni după lovitura de stat militară din 1971. A fost asasinat la Istanbul în 1980.

## Biografie
Nihat Erim s-a născut în localitatea Kandıra, fiul lui Raif Erim și al Macide Erim. După ce a absolvit Facultatea de Drept a Universității din Istanbul în 1936, a plecat la Paris unde a obținut titlul de doctor în drept la celebra Școala pariziană de studii juridice în 1939. Tot în anul 1939 a revenit în Turcia și a devenit profesor-colaborator în cadrul Universității din Ankara, Facultatea de Drept.
În 1943 a fost numit consilier juridic în cadrul Ministerului de Externe al Republicii Turcia, fiind în același timp și profesor la Universitatea din Ankara. Datorită experienței sale ministeriale, a fost selectat să participe în calitate de consilier juridic la Conferința de la San Francisco din 1945 prin care a fost fondata Organizația Națiunilor Unite. În același an a devenit membru al Partidului Popular Republican (tr. Cumhuriyet Halk Partisi, CHP) și a fost ales reprezentant al provinciei Kocaeli în Parlament. În 1949 a devenit Ministru al lucrărilor publice și ulterior Vice-Prim Ministru. 
Erim a fost căsătorit cu Kamile Erim-Née Okutman și a avut doi copii, Ișık Erim și Ișıl Onalp-née Erim. În prezent are cinci nepoți și zece strănepoți.

## Carieră politică

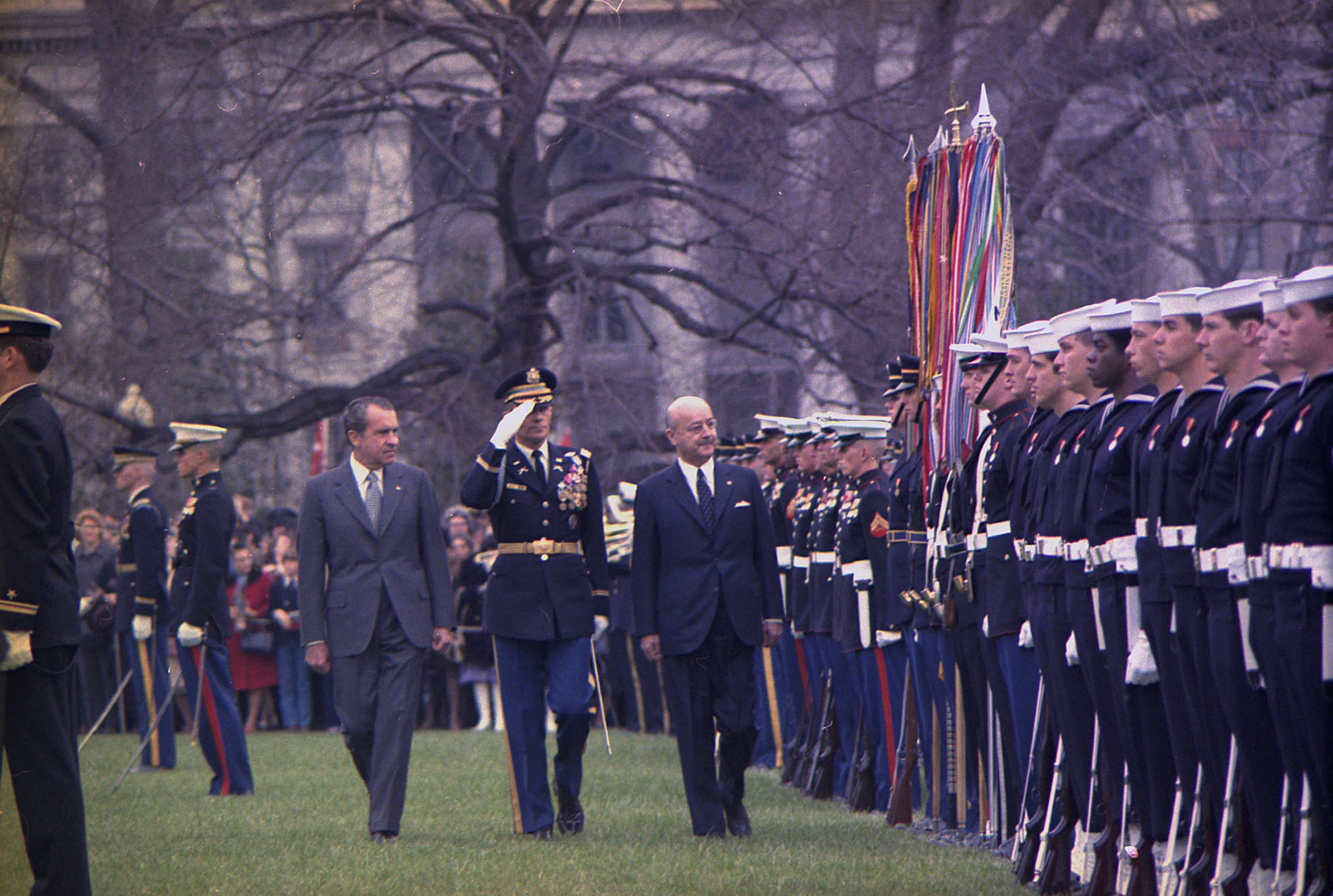
Ismail Nihat Erim şi Richard Nixon

În 1950, atunci când Partidului Popular Republican a pierdut pentru prima data majoritatea parlamentară prin vot liber, Erim și-a pierdut funcția de parlamentar și a devenit editor șef în domeniul politic pentru revista “Ulus” (Națiunea). Datorită articolelor critice sau satirice cu privire la guvernarea Partidului Democrat, publicația a fost interzisă. În acest context, Erim împreună cu alți jurnaliști a publicat un alt ziar, "Yeni Ulus–Halkçı" (Noua Națiune-Populist) care a fost distribuit la nivel local, în Ankara, pe perioada anului 1954. În 1956, a participat la delegația care a avut ca scop negocierea insulei Cipru, în Londra. În același an a fost ales delegat al Turciei în Comisia Europeană a Drepturilor Omului, funcție ocupată până în anul 1962. De asemenea, a condus delegația pentru redactarea Constituției Ciprului în 1959. După negocieri, a continuat să facă parte din comisia de negociere pentru problema cipriotă din cadrul Organizației Națiunilor Unite.
După lovitura de stat militară din 1960, a fost reales ca reprezentant al provinciei Kocaeli în Parlament. În această perioadă a fost contra candidatul lui Ismet Inönü în interiorul partidului, conflict care a dus la expulzarea sa în 1962. A fost reales în comitetul de conducere al partidului. Între 1961 și 1970 a fost ales ca reprezentant al Turciei în Consiliul Europei, iar în 1969 a devenit membru al Comisiei de Drept Internațional a ONU în Haga. 
Nihat Erim, acum întors la Universitatea din Ankara, a fost sfătuit de către Consiliul de Securitate Național se demisioneze din funcția sa în cadrul CHP. A fost numit în martie 1971 ca Prim ministru tehnocrat într-un guvern de uniune națională, structură precară ce a durat până la alegerile din 1973.
Erim a fost nevoit să demisioneze la 3 decembrie 1971, atunci când 11 miniștrii tehnocrați au renunțat la funcțiile lor. Oricum, președintele Cevdet Sunay i-a oferit posibilitatea de a forma un alt cabinet la 11 Decembrie 1971. Deoarece a pierdut o bună parte din majoritatea parlamentară, a fost nevoit să demisioneze în aprilie 1972, invocând probleme medicale. La 22 mai 1971 demisia sa a fost acceptată și Ferit Melen, reprezentantul provinciei Van, l-a înlocuit.
În timpul mandatului său a contribuit la fondarea unui departament din cadrul Ministerului educației responsabil cu organizarea culturii, ce urma să devină Ministerului culturii și turismului. În acest context, l-a numit pe Talat Halman, cunoscut jurnalist și scriitor, să ocupe funcția de ministru al acestei structuri. Tot Erim a fost cel care a modificat constituția la presiunea Statelor Unite ale Americii prin s-a interzis cultivarea și colectarea opiacelelor în 1971. Această modificare a constituției a generat o serie de incidente din partea mișcărilor de stânga care a culminat cu răpirea și uciderea ambasadorului israelian Efraim Elrom în mai 1971. Una dintre cele mai îndrăznețe acțiuni ale lui Efrim a fost să scoată în afara legii Partidul Muncitoresc al Turciei (tr: Türkiye İșçi Partisi).

## Asasinarea
Erim a fost asasinat de către doi pușcași lângă casa sa din cartierul Kartal, Istanbul, pe 19 iunie 1980.
Ulterior, gruparea militantă de extremă stângă Dev Sol (Stânga revoluționară) și-a asumat asasinatul. Unul dintre motivele invocate de grupare pentru acest este executarea unor militanți de comuniști în timpul mandatului său de Prim ministru, printre ei fiind și liderul Deniz Gezmiș. Unii cercetători afirmă faptul că asasinarea lui Nihat Erim a accelerat lovitura de stat de la 12 septembrie dată de către forțele armate ale șefului de stat major Kenan Evren. Evenimentul a dus, conform Comisiei pentru Investigarea Loviturilor de Stat și a Memorandumurilor din cadrul Parlamentului Turciei, la moartea a peste 1.000 de persoane.

## Lucrări
- Pozitivismul juridic și dreptul internațional, 1939 (original redactat în limba franceză)
- Teorii naturale ale dreptului din secolul XVII până astăzi, 1940 (original redactat în limba franceză)
- Lecții de drept public, 1941 (redactat în limba turcă cu titlul Amme Hukuku Dersleri)
- Drept public internațional, 1944
- Texte de istorie politică și drept internațional, 1953.